# Vil de Souto
Vil de Souto (também designada Vil de Soito, ou, Vila de Souto) é uma povoação portuguesa do Município de Viseu que foi sede da extinta Freguesia de Vil de Souto, freguesia que tinha 8,11 km² de área e 667 habitantes (2011), e, por isso, uma densidade populacional de 82,24 hab/km².
A Freguesia de Vil de Souto foi extinta (agregada), no âmbito de uma reforma administrativa nacional, tendo o seu território sido agregado ao da Freguesia de São Cipriano, para formar uma nova freguesia denominada União das Freguesias de São Cipriano e Vil de Souto, esta denominação foi alterada oficialmente, apenas para São Cipriano e Vil de Souto em 2015.

## População
| População da freguesia de Vil de Souto | População da freguesia de Vil de Souto | População da freguesia de Vil de Souto | População da freguesia de Vil de Souto | População da freguesia de Vil de Souto | População da freguesia de Vil de Souto | População da freguesia de Vil de Souto | População da freguesia de Vil de Souto | População da freguesia de Vil de Souto | População da freguesia de Vil de Souto | População da freguesia de Vil de Souto | População da freguesia de Vil de Souto | População da freguesia de Vil de Souto | População da freguesia de Vil de Souto | População da freguesia de Vil de Souto |
| -------------------------------------- | -------------------------------------- | -------------------------------------- | -------------------------------------- | -------------------------------------- | -------------------------------------- | -------------------------------------- | -------------------------------------- | -------------------------------------- | -------------------------------------- | -------------------------------------- | -------------------------------------- | -------------------------------------- | -------------------------------------- | -------------------------------------- |
| 1864                                   | 1878                                   | 1890                                   | 1900                                   | 1911                                   | 1920                                   | 1930                                   | 1940                                   | 1950                                   | 1960                                   | 1970                                   | 1981                                   | 1991                                   | 2001                                   | 2011                                   |
| 571                                    | 551                                    | 552                                    | 505                                    | 523                                    | 527                                    | 584                                    | 585                                    | 711                                    | 688                                    | 622                                    | 692                                    | 692                                    | 710                                    | 667                                    |